# Tertial
Et tertial er et tredjedel år, eller fire måneder. Tertial er et fremmedord. Tertial er afledt af det latinske ord tertium, som betyder tredjedel. 
Tertial anvendes i visse lande, blandt andet Danmark, i forbindelse med regnskab og rapporter indenfor forretningsdrift over en vis størrelsesorden.  I Danmark kan det nævnes, at Folketinget benytter sig af denne regnskabsmåde, samtidig med månedsregnskab og årsregnskab.
Årets tre tertialer er henholdsvis:
- Første tertial (latin primo): Januar til og med april.
- Andet tertial (latin medio): Maj til og med august.
- Tredje tertial (latin ultimo): September til og med december.